# Merești (okręg Suczawa)
Merești – wieś w Rumunii, w okręgu Suczawa, w gminie Vulturești. W 2011 roku liczyła 264 mieszkańców. 